# Фоки
Фо́ки — село в Пермском крае России. Входит в Чайковский городской округ.

## География
Село расположено на юго-западе Чайковского района, в 20 километрах от города Чайковского на речке Букор (Букорка), притоке Сайгатки. Положение на федеральной трассе способствует развитию экономики села. Через село Фоки проходят дороги, связывающие район и край с Башкортостаном и Удмуртией. Юго-западная территория края имеет наиболее благоприятные климатические условия, полого-волнистый рельеф, что привлекало сюда население. В районе Фок имеются гравийные, песчаные и глиняные карьеры, что способствовало развитию кирпичного завода.

## Население
| 1926  | 1934  | 1939  | 1959  | 2002  | 2007  | 2010  |
| ----- | ----- | ----- | ----- | ----- | ----- | ----- |
| 762   | ↗2100 | ↘1750 | ↗2172 | ↗3889 | ↗4118 | ↘3593 |
| 2021  |       |       |       |       |       |       |
| ↘3310 |       |       |       |       |       |       |

## История
Село известно с 1782 года, как деревня Букор Юркова. В 1841 в селе была построена деревянная церковь рождества Богородицы и село переименовано в с. Богородское. К 1847 оно стало административным центром Букор Юрковской волости, объединявшей прежние Сайгатскую и Дубовскую волости. Название Фоки применялось и после 1841 года, но всегда выполняло только уточняющую роль, уточнять требовалось по одной причине — Богородских было несколько даже в Осинском уезде. В начале XX века открыли первое на нашей территории почтовое отделение Богородское — Фоки. При этом село осталось далеко не самым крупным в округе. Быстрому росту его способствовало центральное положение в юго-западной части уезда. По той же причине оно в 1924 −1962 являлось районным центром Фокинского района. Название Фоки впервые стало официальным после 1917 года, и это настоящее народное название. Рассказы старожилов свидетельствуют о том, что в конце XVIII или начале XIX века здесь поселились четыре брата Юрковых, перебравшихся из Большого Букора. По всей видимости, Фока — это имя старшего из братьев Юрковых, которые по рассказам стариков выселились из с. Большой Букор и образовали свой починок. Фока Алексеев /-ич/ Юрков. В 1797 году ему исполнилось 89 лет, а упоминается он здесь по ревизии 1782 года. У него были сыновья — Иван Фокин, Степан Фокин, Василий Фокин… Проведенная в 1795 году 5-я ревизия податного населения Российской империи дала сведенья, что «д. Букор Юрков Фокина то ж» населена была в основном государственными черносошными крестьянами, приписанными к Воткинскому заводу, и насчитывала в 36 дворах 122 человека мужского и 125 женского пола, еще 2 двора [5 мужчин и 9 женщин] относились к Дубровский волости, то есть не участвовала в заводских работах. Предание о каком — то Фоке Юркове может приниматься как одна из гипотез. В краеведческом музее г. Чайковского хранится документ «О переименовании с. Фоки». Постановление бюро Фокинского райкома ВКП [б], Пермской области от 15 марта 1939 года, протокол номер 37. "Фокинский район состоит из 7-ми бывших волостей, на территории которых в прошлом было 19 церквей и 24 религиозных секты. По вероисповеданию в прошлое время население было в основном староверческим. Первым поселившимся был старовер Фока. Построенная церковь была названа Богородицей, а отсюда было установлено название села «Богородские Фоки». Сейчас в районе из 19 существующих церквей осталось только одна. Религиозных сект давно не существуют. Староверов осталось незначительное количество.
Деревня Букор (в дальнейшем с. Фоки) была основана в 1762 году Фокой Юрковым, перебравшимся вместе со своей семьей из его родной деревни Закамьевой после смерти своего отца Алексея Федорова.
Село имеет выгодное географическое положение, так как через него проходят пути в Куединский, Еловский районы Пермского края, а также в Камбарский и Сарапульский районы Удмуртии. Именно это дало возможность для быстрого развития села в XVIII веке.
В 1788 году в деревне значились 4 двора, в 1797 году — 9, в 1834 — 25 хозяйств и все Юрковы. Стала селом в 1842 году, когда здесь была построена деревянная Рождество-Богородицкая церковь. 2 октября 1925 года была зарегистрирована кооперативно-промысловая рыбоохотничья артель «Белка». В августе 1928 года основан льнообрабатывающий завод, запущенный в действие в августе 1929 года (работал до начала 60-х годов).
В период коллективизации был основан колхоз «15 лет комсомола». 7 января 1959 года появилась укрупненная сельхозартель «Звезда», на базе которой 12 августа 1965 года создан совхоз «Звезда» (6 апреля 1978 года из него выделился совхоз «Чайковский» треста «Птицепром»). С 30 мая 1964 года существовал совхоз «Гаревской», с 1965 года — совхоз «Фокинский» (треста «Скотооткорм»). В годы Великой Отечественной войны в селе находился эвакогоспиталь.04.09.1918 года отряд кулацко-эсеровского воткинского восстания,с боем занял село. В районе кладбища были схвачены ехавшие в село в командировку  члены Осинского укома партии т.Кобелев и т.Лыткин, избиты и расстреляны. Отряд белобандитов оставил в селе своих ставленников, ушёл на восток. Наступление наших частей Красной Армии с запада вынудило гарнизоны белых и их ставленников бежать и 13 сентября 1918 года Фоки снова занято красными, восстановлена работа Совета. В начале 1919 года , село снова в руках белогвардейцев и местных контрреволюционеров-кулаков. И только июле 1919 года, окончательно освобождено село, а вскоре и все другие волости.В 1919 году устанавливается памятник погибшим при защите Советской власти. В 1957 году он реставрируется. На здании, где впервые установлена Советская власть, в 1968 году устанавливается мемориальная доска. Восстановлена работа Совета. В 1919 году, по приказу партии, на борьбу с белогвардейцами и интервентами ушли добровольцами в возрасте 16-17 лет комсомольцы: Кустов Иван Арсентьевич, Ершов Николай Николаевич и Чупин Андрей. В 1923 году решением ВЦИК СССР организуется Уральская область. Область разделяется на 15 округов, один из них Сарапульский, который делится на 14 районов, в состав которого входит и наш Фокинский район. В январе 1924 года избирается райсполком, создаются его отделы. Избирается РК ВКП(б), РК ВЛКСМ и правление райпотребсоюза.Организуется 13 сельсоветов. Избирается руководство различных общественных организаций, село растёт по населению, открывается госбанк, сберкасса, так село становится районным центром. Улучшается работа 4х комплектной школы, библиотеки, клуба, больницы, открывается аптека, укрепляются их хозяйства. Телефонизируется райцентр, сельсоветы. Наряду с кооперативной торговлей продолжают работать и частные мелкие лавочки. В районе были большие площади посева льна и в 1927 году начинает строиться льнозавод. В 1927 году он вошёл в строй. В 1932 году строится электростанция на базе двух двигателей внутреннего сгорания и электроосвещение села улучшается. В годы Великой Отечественной войны село приняло большое количество эвакуированного населения. !942 год, подготовило помещение под эвакогоспиталь, обеспечило его инвентарём и постельной принадлежностью, собрав у населения во временное пользование подушки. Из ушедших односельчан на борьбу с немецко-фашистскими захватчиками 300 человек не вернулись, погибли в жестоких сражениях с нацистами; поступили похоронные извещения. В память павших село установило обелиск в 1969 году. 1949 год — строительство межколхозной электростанции на реке Сайгатка. В 1967 году горевское отделение совхоза "Звезда" и плодопитомник были объединены и на базе их организован совхоз "Гаревской".
Фоки являлись административным центром Букор-Юрковской волости Осинского уезда, Фокинского района (с 27 февраля 1924 до 18 января 1962 года), Фокинского сельского совета (с 1920-х до 2006 года) и Фокинского сельского поселения Чайковского муниципального района (с 2004 до 2018 года).

## Инфраструктура
- Парк
- Библиотека
- Фокинский сельский дом культуры
- Фокинская средняя общеобразовательная школа
- Детская школа искусств, детская музыкальная школа
- Детский сад «Светлячок»
- Специальная (коррекционная) общеобразовательная школа-интернат для учащихся, воспитанников с ограниченными возможностями здоровья Чайковского городского округа
- Фокинская поликлиника (районная больница)
- Чайковский кирпичный завод
- Птицефабрика «Чайковская»

## Фокинский сельский дом культуры
Фокинский культурно-спортивный центр (ФКСЦ) создан 1 февраля 2006 года.
На 2020 год двенадцать специалистов, работающих в Фокинском КСЦ, ведут 16 клубных формирований (общее количество участников 344 человека), 5 — детских (численностью более 200 участников).
История
Дата основания Фокинского районного дома культуры — 11 августа 1925 года.
В 1933 году под клуб построено новое здание, в котором районный дом культуры просуществовал до 1998 года.
В начале 2000-х годов здание универмага реорганизуется и там создается культурно-спортивный центр.
Деятельность
Среди многочисленных мероприятий хочется обозначить самые интересные, ставшие традиционными и уже полюбившиеся местным жителям и гостям села — это яркие широкие народные гуляния на Масленицу, Троицу, День Победы, День молодежи, День села (Богородицын День, 21 сентября). А День матери и совершенно новый праздник — День отца — превращаются в настоящие фестивали творчества с необычными названиями — «Семейный подиум» и «Мужицкие забавы». На профессиональном уровне проходят концерты творческих коллективов ФКСЦ, проводимые как на стационарной площадке, так и с выездом. Трудовым коллективам поселения адресована организация и проведение всевозможных профессиональных праздников и корпоративных вечеров отдыха.
В 2008 году при ФКЦС появилась отрасль «Ремесленная слобода», цель которого — сохранение, поддержка и развитие традиционной ремесленной культуры Чайковского района. Проект был поддержан Министерством культуры и массовых коммуникаций Пермского края в рамках краевого конкурса «Сельская инициатива −2008» и принес Фокинскому культурно-спортивному центру 100 тысяч рублей на приобретение необходимых выставочных комплексов.
В 2019 году Фокинский культурно-спортивный центр сменил название на Фокинский сельский дом культуры и стал одним из 12 сельских подразделений Муниципального автономного учреждения культуры "Чайковский центр развития культуры".

## Фокинская поликлиника
Фокинская поликлиника была открыта в 1871 году как сельская лечебница в деревне Каменный Ключ, после, в 1888 году была переведена в село Богородское, а в 1890 году начинается строительство каменного здания. Уже в 1904 году на базе Богородского медицинского участка, который был одним из крупнейших в уезде, организована Фокинская земская больница. Сегодня — ГБУЗ ПК Чайковская ЦГБ Фокинская поликлиника.

## Фокинская средняя общеобразовательная школа
Фокинская средняя общеобразовательная школа. Дата создания школы — 1868 год. Находится по адресу Пермский край, г. Чайковский, с. Фоки, ул. Ленина, д. 18
Учреждение работает в одну смену. Учебный год в 1-11 классах делится на триместры.
История
1867 г. — Возникновение школы. Создание мужского народного училища.
1872 г. — Преобразование училища в земскую начальную школу.
1929 г. — Образование начальной сельской школы и создание на ее базе ШКМ — школы крестьянской молодежи с. Фоки.
1933 г. — Преобразование начальной сельской школы в Фокинскую среднюю школу.
С 1934 г. — Она превращена в опорную образцовую школу.
1941 г. — Началась Великая Отечественная война, многие учителя ушли на фронт
В 1964 г. — стали учиться в новой школе. Это - средняя общеобразовательная политехническая школа с производственным обучением

## Фокинский детский сад
В 1928 году в селе Фоки была открыта детская площадка. В 1932 году детская площадка переводится на бюджет льнозавода и на его территории открывается детский сад. 1 января 1935 года детский сад переносят в другое здание, где была одна группа из 40 детей. А обслуживало их всего три сотрудника. В 1968 году происходит очередной переезд детского сада в другое здание и формируется четвертая группа. И в конце 70-х годов на территории села было три действующих детских сада. Сегодня — МБДОУ Фокинский детский сад «Светлячок».

## Экономика
Основными предприятиями в селе являются:
- Чайковский кирпичный завод
- Фокинская инкубаторно-птицеводческая станция
- Льнозавод
- Сейсмическая партия-5
- Молокозавод
- Пищекомбинат
- Лесхоз (Михайловское лесничество)
- Совхоз Звезда

### Предприятия
Чайковский кирпичный завод
В 1945 году был разработан проект на строительство небольшого кирпичного завода для нужд совхозов. И уже в 1947 году начали строительство завода, которое было завершено в декабре 1992 года. 1 апреля 1993 г. вышел первый кирпич. Проектная производственная мощность должна была составлять 10 млн штук кирпича в год.
Существенная реконструкция произведена в период с ноября 1999 года по февраль 2000 года.
15 марта 2000 года был произведён первый после завершения реконструкции кирпич. Впервые завод смог выйти на объём выпуска, превышающий проектную мощность на 25 %, то есть 12,5 млн штук кирпичей в год.
Параллельно с процессом технической реконструкции мощностей совершенствовалась система подборов кадров и управления в целом. Комплекс производимых в этом направлении мероприятий обеспечил стабильный рост объёмов производства: в 2000 году Чайковский кирпичный завод выпустил 9,4 миллиона единиц продукции в год, в 2003-м — 15,2 миллиона, в 2004 году — 17,6 миллионов, а в 2005 — 18,6 миллионов. По итогам 2006 года объём выпуска составил 19 млн штук, что почти в 2 раза превышает проектную мощность.
Еще одной важной составляющей успеха предприятия является работа в области улучшения качества продукции. С этой целью закупаются современные приборы контроля и учёта. Благодаря усилиям энергетической службы предприятия почти полностью автоматизирован весь производственный процесс. Так, например, соблюдение технологий наиболее важного процесса обжига (температура и время каждой из камер) постоянно отслеживается с помощью компьютерной программы. Собственная лаборатория оценивает качество продукции по основным показателям на каждом из производственный циклов — до и после обжига. В результате кирпич Чайковского кирпичного завода экспериментами признаётся лучшим среди аналогичной продукции в региона по таким показателям, как теплопроводность, морозостойкость, внешний вид, геометрия и др.
На сегодняшний день освоен выпуск 10 видов рядового и лицевого кирпича, в том числе различных профилей для отделки фасадов, каминов. Чайковский кирпичный завод — единственное в Уральском регионе предприятие, выпускающее кирпич таких высоких марок как М-200 и М-250.
Полнотелый кирпич, выпускаемый Чайковским кирпичным заводом, универсален. Он незаменим для устройства фундаментов и цоколей, его можно использовать для кладки внутренних и внешних стен, возведения колонн, столбов, арок и других конструкций, несущих, помимо собственного веса, дополнительную нагрузку.
По своим физико-механическим свойствам кирпич ЧКЗ полностью соответствует требованиям ГОСТ 530-95 и ГОСТ 7484.
Ассортимент подбирается и изменяется с учётом спроса и пожеланий заказчиков.
ЧКЗ постоянно принимает участие в специализированных выставках. В 2004 году на строительной выставке в Пермской области продукция завода была отмечена дипломом, а в Ижевске на выставке «Город XXI века» — золотой медалью в номинации «Строительные материалы».
В настоящее время на кирпичном заводе работает 175 человек.
Фокинская инкубаторно-птицеводческая станция
Начала строиться в 1949 году, приступила к выпуску цыплят в 1951 году, когда было проинкубировано 91 932 штук яиц, цыплят выведено 63 653. Плановый процент выхода составил 68 %. С 1951 по 1957 год было выведено 470 776 штук цыплят, при 74,2 % выхода. Инкубаторный парк имел 2 электрических инкубатора «Рекорд-39». Их мощность — 78 тыс. яиц одновременной закладки. Имелась своя электростанция, мощность которой 15—25 клв./час, двигатели работали на нефти. Имелись постройки: цех инкубации, нефтехранилище, гараж, конюшня, хозяйственный склад, двухквартирный жилой дом.
На предприятии работало до 12 человек. В основном выводилась местная порода птиц, но производили и племенные яйца. Цыплят покупали организации и местное население. Здание инкубаторной станции сохранилось, оно находится на улице Ленина, сейчас там жилой дом.
В наши дни это предприятие называется: «Чайковская птицефабрика».
Льнозавод
Фокинский льнозавод начал строиться в 1927 году. Первым директором был Михайлов (имя и отчество не известны). В 1929 году льнозавод был пущен в ход. Завод строился под руководством немецкого инженера, и оборудование на нём было немецкое: мялка, динамометр, сушилка, зажим для прочёски, прибор для измерения длины нити, прибор для вытягивания нити в длину. На заводе имелись 2 локомобиля для выработки пара. Один локомобиль в 125 лошадиных сил был построен на Людиновском заводе, который основан в 1745 году. Другой локомобиль в 75 лошадиных сил был построен на Воткинском заводе имени Ленина в 1952 году. Имелись поддуватель, генератор для освещения, отжимная машина «ОПЛ». В пропарочном цехе стояли 3 автоклава, которые были построены на механическом заводе имени Барышникова в Орехове-Зуево. Имелось 8 сушилок, температура в которых доводилась до 80 градусов. В цехах завода находились мялка и бельгийское колесо. Завод работал в году около 3 месяцев, потому что не хватало сырья. В 1957 году льном должно было быть засеяно в Фокинском районе 1000 га., а в Еловском 300 га. В сутки завод выпускал продукции около 3 тонн. Больше всего продукции было выпущено в 1955 году, около 900 тонн.
Во время работы завода на нём было занято 300 человек, а в период консервации около 19 человек. Продукцию льнозавода везли не только производители льна Фокинского района, но и других районов области. Льнокомбинат выпускал некоторое время и льняное масло для нужд района. Предприятие работало успешно и рентабельно.
Действовала артель инвалидов. Там шили сапоги, тапочки, бурки, били льняное и подсолнечное масло. Выращивали капусту.
В 1962 году льнозавод сменил направление производства, став районным промкомбинатом. Главной была заготовка леса. Лес поставляли в Курскую область, а так же в Дагестан, Закарпатье; 2 сезона отходы производства- горбыль отправляли в Финляндию.
Одним из видов производства была заготовка мочала, из которого изготовляли кисточки для побелки, щётки для мытья судов. Также делали кирпич, который отличался высокой прочностью, качеством, использовался для кладки русских печей(цех по производству кирпича находился на берегу пруда РТС). В с. Уральское работал цех по производству швейных изделий. В Фоках был цех переработки: делали оконные блоки, дверные блоки, ящики, штакетник.
Численность рабочих составляла 100 человек постоянных и 50 человек- временно рабочих. Началась перестройка, возникли проблемы с оплатой за поставки. Начались выплаты заработной платы, образовалась большая кредиторская задолжность. Наступил кризис производств. Предприятие было признано банкротом.
Директорами предприятия работали: Коровин Дмитрий Михайлович, Соломенников Дмитрий Михайлович, а в последнее время — Кокорин Валерий Семёнович.
Сейсмическая партия-5
Партия перебазировалась в с. Фоки из села Б. Уса 12 мая 1972 года. Число работающих составляло от 110 до 120 человек. Она проводила сейсморазведочные работы по поиску нефтяных поднятий. Были открыты: Шумиловское, Малоусинское, Гожанское, Сухановское нефтяные поднятия, где в настоящее время добывается нефть.
Партия сыграла определённую роль в развитии села: дала рабочие места сельским жителям, здесь появились новые профессии, которые считались престижными-буровой мастер, взрывник, геолог, сейсмологи и т. д.
Для работников сейсмической партии было построено 7 брусчатых домов, выделялись деньги для благоустройства села.
В феврале 1992 года сейсмическая партия-5 закончила своё существование из-за отсутствия государственного финансирования на производство геологоразведочных работ.
Молокозавод (маслозавод)
Молокозавод (маслозавод) находился в д. Каменный Ключ. В с. Фоки было сливочное отделение, находившееся по улице Советской. Молоко принималось с ферм и от частных лиц и деревень: Гаревая, Букор, Рагузы, Лукинцы, Чумна, Коневод, Седово.
Молоко сепарировали ручным способом, отделяли сливки и отправляли их в д. Каменный Ключ на молокозавод.
На сливочном отделении выпускали мороженое и реализовывали в с. Фоки с 1949 г. по 1951 г. Заведующей сливочного отделения была Паздерина Зоя Михайловна, лаборантом Мерзлякова Нина Сергеевна и рабочий Медведева Анисья Лаврентьева.
Контора маслозавода находилась в д. Каменный Ключ. Мастер был Мокшаков Василий Пидреевич. На заводе производили масло, сметану, творог, сыр. Контора «Сырпром» была в с. Фоки по улице Кирова. Директором был Подаруев И. В. Главным бухгалтером- Попов Валентин Иванович.
Пищекомбинат с. Фоки. 20 век. Директор предприятия Коваленко Николай Иванович.
Райпищекомбинат был построен в конце 1956 года, а сдан в эксплуатацию 12 февраля 1957 года. Объектами пищекомбината были: основной цех, машинное отделение, дом, дровяной сарай, проходная, колодец. Комбинат был оборудован по тем временам современной техникой: жгуторезкой, тестомесильной машиной, мялкой для обминания теста, просеивателем «Пионер», затирочной машиной, тестомесилкой для баранок, карусельной печью. Продукция пищекомбината пользовалась большим спросом у населения не только с. Фок, но и в других населённых пунктах. Население охотно покупало свежие баранки, пряники, булки русские. В конце 1957 года промкомбинат начал выпускать напитки(море, квас, газированную воду), что для тех времён было редкостью в селе. Особым спросом пользовались леденцы-петушки, большой петушок стоил-5 копеек, маленький-3 копей, продавалось всё это в специальном киоске возле сквер-сада. Предприятие работало рентабельно, об этом говорят следующие цифры. За первый квартал 1957 года было изготовлено продукции на 240 тыс. рублей, за второй и третий по 280 тыс. рублей, а за последний квартал на 400 тыс. рублей. На предприятии работало 35 человек так же при предприятии был собственный сад. Производство закрылось в 1972 году из-за пожара, в ходе которого сгорело всё оборудование.
Промышленность с. Фок можно назвать очень разнообразной, потому что кроме производства льна, кирпича, выведения цыплят и поиска нефти, люди занимались приготовлением пищи. Так что промышленность села Фок можно назвать очень разносторонней, что хорошо сказывалось на экономике села. Каждый житель мог найти себе занятие по душе.
Совхоз «Фокинский» сначала существовал как откормочный, потом военный, потому что предприятие заключило договор на поставку продукции в военные части поселка Марковский Чайковского района и село Камбарка Удмуртии. Первым директором был Молчанов Александр Иванович, а сейчас руководит предприятием Шадрин Андрей Валентинович. Отделения совхоза имеются в деревнях Каменный Ключ, Жигалки, Фоки. Совхоз имеет 7800 га земли. Выращивали в основном силосные культуры, озимую рожь, клевер, потому что предприятие мясо — молочного направления. На фермах имелось 600 коров, 50 — 70 свиней, 12 лошадей. Использовалась техника: комбайны, тракторы, автомобили. Количество работающих было около 100 человек, в том числе специалисты: экономист, юрист, зоотехник, агроном, главный инженер, сейчас 50 — 60 человек. Производилось молока более 100 тонн в год, которое перерабатывалось на собственном молокозаводе. Выпекался хлеб на закупной муке. Но рентабельность была низкой, и поэтому производство молока, мяса и хлеба было прекращено. Сегодня совхоз «Фокинский» объявлен банкротом.
Лесхоз
Михайловское лесничество является одним из подразделений ГКУ «Чайковского лесхоза». Его площадь составляет 16812 гектаров, имеет 13 обходов. Ещё до войны в селе З-Михайловский была построена контора лесничества по улице Нагорная, 14. Новая контора в селе Фоки стала действовать с 1982 года по улице Юбилейная. Лесничий Мохначёв Ю. В. руководил данным подразделением с 1978 по 1987 годы.
С 1987 г. и по настоящее время руководителем является лесничий Карманов Пётр Николаевич.
Михайловское лесничество под руководством П. Н. Карманова успешно справляется с защитой лесов от пожаров, лесонарушений, вредителей и болезней. Посадок леса производится больше, чем вырубки. Работники лесничества ведут дополнение лесных культур, содействуют естественному возобновлению леса, производят подготовку почвы под лесные культуры, уход за молодняком и пр.
Передовиками лесничества являются: лесничий Карманов Пётр Николаевич, проработавший 24 года в Чайковском лесхозе, лесники: Соломенников Иван Егорович, проработавший 23 лет. Стаж Горбунова Андрея Михеевича — 15,5 лет, Горбунова Ивана Михеевича — около 12 лет, Федулова Сергея Петровича — 6 лет, Чукавина Михаила Степановича — 12 лет. Работают мастера: Капустина Ольга Александровна, Лимонов Валентин Иванович, помощник лесничего Мартыненко Наталья Ивановна.
В 2004 году коллектив Михайловского лесничества занял 2 место в областном конкурсе на звание «Лучшее лесничество».
Совхоз Звезда
В 1920-30-е годы на территории Фокинского сельского Совета организовалось 11 коллективных хозяйств.
В колхозы объединились 409 крестьянских хозяйств, за которыми актом было закреплено 16000 га, пашни 8000 га.
1. В д. м. Соснова был создан колхоз «Краснофлотец», в который вошли 60 хозяйств. Пашни колхоз имел 701 га.
2. Колхоз «Гудок» был создан в д. Карша, объединяющий 48 хозяйств. Пашни колхоз имел 1085 га.
3. В д. Чумна был создан колхоз «13 лет Октября». первоначально в него вошли 24 хозяйства. Пашни колхоз имел 1394 га. В 1932 году произошло соединение с В. Чумной, колхоз «Трактор», состоящий из 16 хозяйств. Название осталось прежнее. В 1954 году колхоз «13 лет Октября» соединился с колхозами «Краснофлотец» и «Гудок», после этого колхоз стал называться им. Молотова.
4. Колхоз им. Блюхера был создан в деревне Лукинцы. Первоначально в него вступило 2 хозяйства. Пашни колхоз имел 905 га. В 1951 году произошло соединение с колхозом «15 лет Комсомола» с. Фоки.
5. В деревне Гаревая организовался колхоз «Краснофлотец», он объединил 40 хозяйств. Пашни колхоз имел 967 га.
6. Колхоз «Красный пахарь» был создан в д. Рагузы, в который вошли 40 крестьянских хозяйств. В 1947 году произошло объединение с колхозом «Звезда» в д. Седово, объединяющий 20 хозяйств. Название осталось прежним.

В 1958 году на базе колхоза «За Урожай» Был создан колхоз «Звезда». В него вошли колхозы: «13 лет Октября», «Краснофлотец», «Красный пахарь», «Звезда», «Новая жизнь».
В августе 1965 года колхоз «Звезда» был реорганизован в колхоз «Фокинский». Но связи с тем, что в одном населённом пункте расположены 2 совхоза, то за совхозом оставлено название «Звезда».
В конце 1965 года совхоз был передан в ведомство Пермского треста «Птицепром», и ведущей отраслью хозяйства стало птицеводство.
В апреле 1967 года д. Гаревая была передана Фокинскому плодопитомнику с сельскохозяйственными угодиями в количестве 1346 га.
5 июня 1978 года на базе совхоза «Звезда» в селе Фоки было создано государственное предприятие — птицесовхоз, превратившийся позднее в крупную птицефабрику.